# Автомагістраль A19 (Литва)
Автомагістраль A19 — магістральна дорога в Литві. Утворює південний прохід через столицю Вільнюс, з'єднує автомагістраль A1 з  автомагістраль A3, є частиною європейського маршруту 85. Має протяжність близько 8 км. Міністерство транспорту Литви, Управління доріг Литви при Міністерстві транспорту та компанія Kelprojektas у 2018 році підписали тристоронню угоду, згідно з якою готується проект повернення приватної землі для громадського використання в муніципалітеті Вільнюса. Другу чергу будівництва об’їзної дороги мають завершити не пізніше кінця 2025 року.

## Дивись також
- Транспорт Литви